# Яковлівка (Берестинський район)
Я́ковлівка — село в Україні, у Берестинському районі Харківської області. Населення становить 93 осіб. Орган місцевого самоврядування — Олійниківська сільська рада.
Після ліквідації Сахновщинського району 19 липня 2020 року село увійшло до Красноградського (Берестинського) району.

## Географія
Село Яковлівка знаходиться на правому березі річки Оріль, вище за течією на відстані 2 км розташоване село Новоіванівка, нижче за течією на відстані 4 км розташоване село Мар'ївка (за 1,5 км ліквідоване село Михайлівка та Каганець), на протилежному березі — село Верхня Орілька (Лозівський район). Село складається з кількох частин і витягнуто вздовж річки на 5 км.

## Історія
- 1873 — дата заснування.

## Об'єкти соціальної сфери
- Школа.